# Peter Zinsli
Peter Zinsli, né le 15 juin 1934 à Coire dans le canton des Grisons et mort le 3 décembre 2011, est un très célèbre joueur et compositeur de schwyzoise. 